# Anori (ort)
Anori är en ort i nordvästra Brasilien, och tillhör delstaten Amazonas. Den är centralort i en kommun med samma namn och folkmängden uppgick till 10 000 invånare vid folkräkningen 2010. Anori är belägen vid Lago do Anori, en vattensamling med förbindelse med Amazonfloden några kilometer bort.